# Тумеля, Михаил Брониславович
Михаил Брониславович Тумеля (бел. Міхаіл Браніслававіч Тумеля; род. 18 февраля 1963, Минск, СССР) — советский художник-мультипликатор и белорусский режиссёр-аниматор.

## Биография
Михаил Тумеля родился 18 февраля 1963 года в Минске.
В мультипликационный цех студии «Беларусьфильм» пришёл ещё школьником в 1978 году. С 1980 по 1985 год учился на факультете архитектуры Белорусского политехнического института, после которого пришёл на студию «Беларусьфильм» раскрасчиком и фазовщиком.
В 1987 году поехал в Москву поступать на Высшие курсы сценаристов и режиссёров (мастерская Эдуарда Назарова и Юрия Норштейна).
В 1988 году в качестве курсовой работы снял совместно с А. Петровым короткометражный мультипликационный фильм Марафон, посвящённый 60-летию Микки Мауса. В том же году фильм был вручен посетившему СССР Рою Диснею, а затем широко демонстрировался в США в юбилейных программах студии The Walt Disney Company.
В 1989—1999 годах работал режиссёром минской студии «АФ-Центр».
В 1998—2000 годах работал по контракту на анимационных студиях в Москве, Портленде и Сеуле. В 1992—1993 годах вёл занятия по основам анимации на курсах при киностудии «Троицкий мост» в Санкт-Петербурге. С 1994 по 2005 год на белорусском телевидении вёл передачу «МультиКлуб». Снял ряд рекламных роликов и ТВ-заставок. Сотрудничал со студиями «Пилот», «Панорама». Член Международной ассоциации анимационного кино. Снимался в документальных сериалах «Мир анимации или анимации мира» (2001), Фабрика чудес. Фильм 1. «Режиссёр-мультипликатор» (2005), «Невесомая жизнь» (2006).

## Фильмография
- 1986 — «Лафертовская маковница» (художник-мультипликатор)
- 1986 — «Последний прилёт марсиан» (художник-мультипликатор)
- 1988 — «Марафон» (режиссёр, сценарист, художник-мультипликатор)
- 1988 — «Шаги. Черта» (режиссёр, сценарист, художник-мультипликатор)
- 1989 — «Одна минута» (режиссёр, сценарист, художник-мультипликатор)
- 1990 — «Капец конического всадника» (художник-мультипликатор)
- 1991 — «Очень старый человек с огромными крыльями» (художник-мультипликатор)
- 1991 — «Песнь о Вольфганге Неустрашимом…» (режиссёр, сценарист, художник-постановщик, аниматор)
- 1991 — «Лифт 3» (режиссёр)
- 1992 — «Лифт 4» (режиссёр)
- 1998 — «Пастораль» (аниматор)
- 1998 — «Волшебная свирель» (режиссёр-постановщик, аниматор)
- 2000 — «Мячик» (режиссёр, сценарист, художник)
- 2000 — «Фантазёрка» (аниматор)
- 2006 — «Несгибаемый Чен» (режиссёр)
- 2006 — «Моя любовь» (аниматор)
- 2006—2014 — «Повесть временных лет» (режиссёр, сценарист, аниматор)
- 2007 — «Шварцкопф новый год» (аниматор)
- 2007 — «Повесть минувших лет» (аниматор)
- 2008 — «Белорусские поговорки» (режиссёр, сценарист, художник-постановщик, аниматор)
- 2010 — «Бумажные узоры» (режиссёр, сценарист, художник-постановщик)
- 2010 — «Сергей Прокофьев» (аниматор)
- 2011 — «Белорусские поговорки 2» (режиссёр, сценарист, художник-постановщик, аниматор)
- 2012 — «Как служил же я у пана» (из сборника «Музыкальная шкатулка 2») (режиссёр, сценарист, художник-постановщик)
- 2013 — «Чебурашка» (художник-постановщик, режиссёр раскадровки)
- 2015 — «Совы нежные» (режиссёр, сценарист, художник-постановщик, аниматор)
- 2015 — «Большой друг» («Весёлая карусель № 40») (аниматор)
- 2016 — «Popcorn» (режиссёр, художник-постановщик, аниматор)
- 2017 — «Самолёт» (альманах «Мультипелки» № 1) (аниматор)
- 2020 — «Нос, или Заговор «не таких»» (аниматор)

## Награды
- 1988 — Черта (в составе сборника «Шаги»(«Кроки»))
  - Приз Жюри ВКФ «Дебют» (Москва, 1990)
- 1989 — Одна минута
  - Диплом Международного фестиваля короткометражных анимационных фильмов «МиниМакс» (г. Сосновец, Польша, 1989)
- 1991 — Песнь о Вольфганге Неустрашимом, достославном истребителе драконов
  - Диплом Бомбейского Международного кинофестиваля (Индия, 1990)
  - Диплом Фестиваля анимационного кино «Синанима» в г. Эшпиньо (Португалия, 1992)
  - Диплом 6-го Международного фестиваля анимационных фильмов «Штутгарт-92» (Германия, 1992)
  - Диплом 12-го Международного фестиваля карикатуры и анимационного кино в г. Брюсселе (Бельгия, 1993)
  - Диплом Международного фестиваля анимационного кино «Аннеси-93» (Франция, 1993)
- 1992 — Асса! (в составе сборника «Лифт-4»)
  - Награда 3-го Голландского фестиваля анимационных фильмов (г. Утрехт, 1992)
  - Диплом Международного фестиваля анимационных фильмов «Синанима-92» в г. Эшпиньо (Португалия, 1992)
  - Диплом 7-го Всероссийского открытого кинофестиваля анимационных фильмов (г. Рязань,1994)
- 1998 — Волшебная свирель
  - Гран-При Московского фестиваля «Золотая рыбка» (1998)
  - Гран-При III Фестиваля визуальных искусств «Орленок» (1999)
  - 2-й Приз III Международного фестиваля полнометражных анимационных фильмов в г. Кечкемет (Венгрия, 1999)
  - Специальный Приз жюри «За масштабную разработку национального эпоса средствами кукольной анимации» Открытого Российского фестиваля анимационных фильмов (г. Таруса, 1999)
  - «Золотой Витязь» в категории «Лучший анимационный фильм» кинофестиваля «Золотой Витязь» (г. Москва, 2000)
  - Приз жюри фестиваля «Литература и кино» (г. Гатчина, 2000)
  - Приз зрительских симпатий фестиваля «Листапад» (г. Минск, 1999)
  - Диплом «За дерзновенную попытку покорить вершины осетинского эпоса» МКФ «КРОК» (1999).
- 2001 — Мячик
  - Приз жюри Открытого российского фестиваля анимационного кино (г. Таруса, 2001)
  - Приз фестиваля «Анимаевка» за лучший экспериментальный фильм (г. Могилев, 2001)
- 2007 — Несгибаемый Чен
  - Диплом жюри фестиваля КРОК «За лаконичность и остроумие» (Украина, 2007)
  - Диплом жюри фестиваля «Золотой Витязь» «За лучший фильм для сети „Интернет“» (г. Кисловодск, 2007)
  - Диплом I степени фестиваля цифровых видов искусств «VITA NOVA» (г. Минск, 2009)
- 2007 — Повесть минувших лет (режиссёр заставок цикла)
- 2007 — Белорусские пословицы (пилот-ролик)
- 2008 — Повесть минувших лет-2 (режиссёр заставок цикла)
  - Приз 14 Открытого Российского фестиваля анимационного кино «За лучшее изобразительное решение» (г. Суздаль, 2009)
- 2008 — Белорусские пословицы (сериал)
  - Диплом 14 Открытого Российского фестиваля анимационного кино «За остроумное решение белорусского фольклора в анимации» (г. Суздаль, 2009)
  - Диплом VП Республиканского фестиваля белорусских фильмов «За верность национальным традициям» (г. Брест, 2009)
  - Диплом I степени фестиваля цифровых видов искусств «VITA NOVA» (г. Минск, 2009)
- 2010 — Бумажные узоры (Выцінанка-выразанка)
  - Диплом VП Республиканского фестиваля белорусских фильмов «За верность национальным традициям» (г. Брест, 2010)
  - Приз фестиваля «Анимаевка» «За лучшее изобразительное решение» (г. Могилев, 2010)
  - Диплом фестиваля «Тиндириндис» «За использование фольклорных мотивов в анимации» (г. Вильнюс, 2010)
  - Диплом I степени фестиваля цифровых видов искусств «VITA NOVA» (г. Минск, 2010)
  - Приз «За лучшую режиссуру» Открытого российского фестиваля анимационного кино (г. Суздаль, 2010)
- 2010 — Повесть минувших лет-4 (режиссёр заставок цикла, режиссёр сюжета «Брагин»)
- 2011 — Белорусские пословицы.2-я часть (сериал)
  - Диплом I степени фестиваля цифровых видов искусств «VITA NOVA» (г. Минск, 2012)
- 2012 — Как служил же я у пана (часть проекта «Музыкальная шкатулка-2»)
  - Приз «За лучшее музыкальное решение» Открытого российского фестиваля анимационного кино (г. Суздаль, 2012)
  - Диплом и приз Парламентского собрания Беларуси и России на кинофестивале «Золотой Витязь» (г. Хабаровск, 2013)
  - Диплом жюри фестиваля КРОК "За лучшее воплощение песни «Как служил же я у пана» фильму «Как служил же я у пана» (Украина, 2013)
  - Диплом победителя «За лучший экспериментальный фильм» и приз «Хрустальный карандаш» фестиваля «Анимаёвка» (г. Могилев, 2013)
- 2015 — Повесть минувших лет-7 (режиссёр заставок цикла)